# Sole (Kältetechnik)
Sole (auch Kaltsole oder Kühlsole) ist eine wässrige Lösung, deren Gefrierpunkt unter dem des Wassers liegt.

## Verwendung
In der Kältetechnik wird Sole als Kühlflüssigkeit verwendet, um bei zu erwartenden Kühlwassertemperaturen von unter 4 °C Eisbildung an Wärmeübertragern oder in Leitungen zu verhindern. Verwendet werden Kühlsolen zum Kältetransport von einer zentralen Kälteanlage zu verschiedenen Kälteverbrauchern, z. B. bei Klimaanlagen, Tiefkühlketten oder technischen Kühlanlagen.

## Arten
Die Bezeichnung Sole rührt daher, dass früher Salze (Chloride oder Carbonate) als Frostschutzmittel verwendet wurden. Wegen der Korrosionsgefahr durch solche Salzlösungen, gerade in Metallsystemen, werden heute überwiegend Glykole wie Ethylenglycol oder Propylenglycol (1,2-Propandiol) eingesetzt; den Glykol-Wasser-Gemischen werden noch Korrosionsinhibitoren zugesetzt. Beim Einsatz von Glykol in Kühlanlagen der Lebensmittelverarbeitung darf nur Propylenglycol verwendet werden. Mittlerweile sind Kühlsolen verfügbar, die ausschließlich als Lebensmittelzusatz zugelassene Stoffe enthalten.

## Eigenschaften
Je nach Art des Frostschutzmittels und seiner Konzentration wird der Gefrierpunkt unterschiedlich weit herabgesetzt:
- der niedrigste Gefrierpunkt einer Natriumchlorid-Lösung liegt am eutektischen Punkt (Gehalt von 23,4 %) bei −21,3 °C.
- bei Verwendung eines 50/50-Gemisches mit Ethylenglycol als Kühlflüssigkeit sinkt der Gefrierpunkt auf −38 °C; gleichzeitig werden im Vergleich zu reinem Wasser
  - der Wärmeübergang verschlechtert
  - die spezifische Wärmekapazität herabgesetzt von 4,2 kJ/(kg·K) auf 3,5 kJ/(kg·K)[2]
  - die Zähigkeit der Kühlflüssigkeit heraufgesetzt, was eine erhöhte Pumpenleistung zur Folge hat.